# Історичні центри Берата і Гірокастри
Історичні центри Берата і Гірокастри (англ. Historic Centres of Berat and Gjirokastër) у містах Берат та Гірокастра, Албанія, включені до Світової спадщини ЮНЕСКО як рідкісні зразки архітектурного стилю міста часів Османської імперії. Спочатку був включений історичний центр Гірокастри (у 2005 р.), а історичний центр Бората було включено 2008 року.

## Опис
Берат та Гірокастра зберегли архітектурний характер османського періоду.

### Берат
Розташований у центральній Албанії, Берат має давню історію та несе сліди співіснування різних релігійних та культурних спільнот протягом століть.
Вважається, що його сучасна назва походить від староболгарського «Бѣлградъ», «біле місто»; під цією назвою місто було відомо у грецьких, болгарських, латинських та слов'янських документах у Середньовіччі. Вважається, що місто було фортецею Македонського царства під назвою «Антіпатреа» (дав.-гр. Ἀντιπάτρεια, «місто Антипатра»), а у часи Візантійської імперії — «Пульхеріополісом» (грец. Πουλχεριόπολις, «містом Пульхерії»)., В часи Венеціанської республіки був відомий як «Белград ді Романіа», а в Османській імперії — «Belgrad-i Arnavud» (албанський Белград), щоб відрізнити від Белграда.
У місті є руїни замку, з місцевою назвою Кала, який має початок у 2 ст. до н. е. (коли відомо що укріплення було спалено римлянами). Замок був відбудований у 5 ст., але більша частина, яка збереглася, була збудована у 13 ст. н. е. Замок збудований на скелястому пагорбі висотою 214 метрів над річкою Осум, та має підйом лише з півдня. Замок був досить великий і міг у разі потреби вмістити майже все населення міста.
На території та довкола замку розташовані багато візантійських церков, переважно 13-го сторіччя, та декілька мечетей Оттоманського періоду, який почався 1417 року.

### Гірокастра

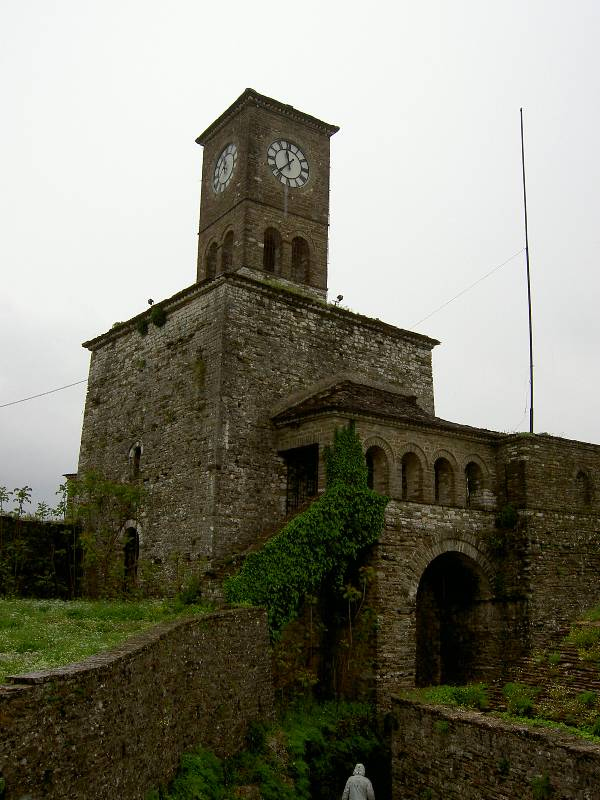
Годинникова вежа цитаделі Гірокастра

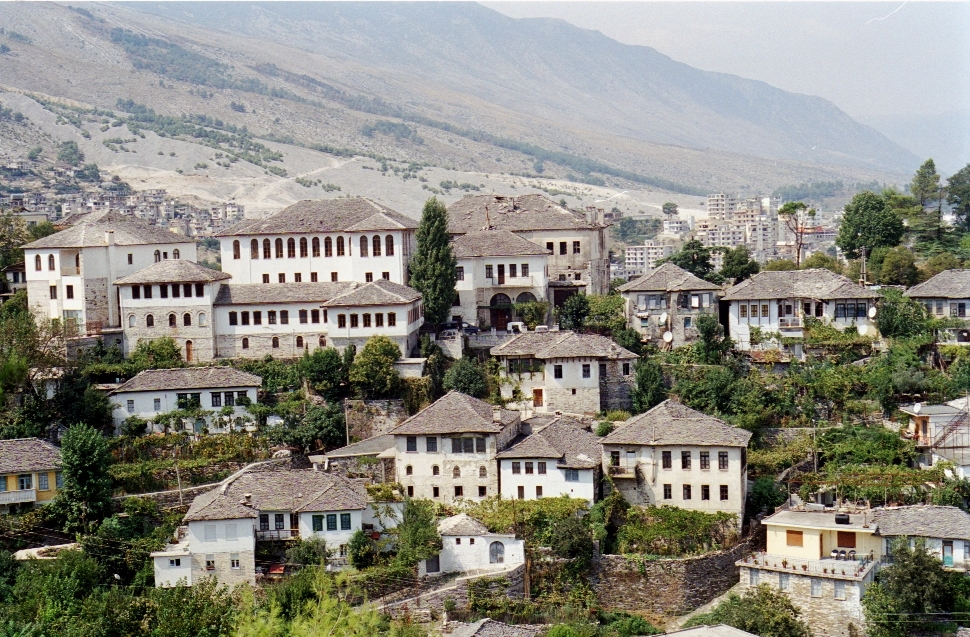
Традиційні будинки Гірокастра

Гірокастра розташований у долині річки Дрінос у південній Албанії. Назва міста походить від грец. Argyrokastro.
Його історичний центр демонструє багато значущих двоповерхових будинків, збудованих у 17-му сторіччі, а також базар, мечеть 18-го ст. та дві церкви того ж періоду. Історичні будинки Гірокастра збудовані у місцевому стилі та мають дахи, вкриті каменем, що надало місту прізвисько «місто каменю».
У часи комуністичного режиму, місту було надано важливий статус, через що його центр уникнув багато з безглуздих планів розвитку, які переслідують багато з інших албанських міст. Але його позначення як «місто-музей» не стосувалось старих міських будівель, і багато найстаріших було зруйновано.
Крім споруд османських часів, у місті також є старіші пам'ятки — цитадель, церква Лабова і Крикіт (Х ст.) та археологічні розкопки Антігонеа та Гадріанополі (II ст.). Крім того у місті працюють Національний музей зброї і Етнографічний музей.
Цитадель
Цитадель розташована на пагорбі висотою 336 м та домінує над містом; вона була заснована у 12 ст., продовжувала існувати у різних формах протягом сторіч та охороняти стратегічно важливий маршрут вздовж річкової долини. Після 1812 року Алі-Паша Телепенський здійснив її реконструаціює та додав західне крило. У 1932 році уряд короля Зогу І розширив тюрми цитаделі, в яких під час його правління та в комуністичні часи тримали політичних в'язнів.
Сьогодні цитадель складається, серед іншого, з 5 веж та будинків, годинникової межі, церкви, цистерни. Вона відкрита для публіки.